# راسيم علييف
راسيم علييف (بالأذرية: Rasim Əliyev)‏ هو صحفي أذربيجاني، ولد في 16 أغسطس 1984 في باكو في أذربيجان، وتوفي بنفس المكان في 9 أغسطس 2015.